# MP-445瓦良格手槍
MP-445“瓦良格”（以下簡稱為“瓦良格”）是一款由俄罗斯聯邦槍械製造商伊熱夫斯克機械工廠（俄語：Концерн „Калашников“，俄语罗马化：Kontsern Kalashnikova；前稱：俄語：，簡稱：IZHMEKH）所研製和生產的現代型半自動手槍，發射9×19毫米帕拉貝倫和.40 S&W兩種手枪子弹。

## 歷史
到了20世紀末，手槍作為作戰單元的一個組成部分是很明顯的，因為他們體積較小，操作方便的尺寸和易用性，使它們可以隱蔽地操作，尤其是明目張膽的明顯火力會導致在政治層面上令人不快的。為了滿足戰鬥手槍的新需求，伊熱夫斯克機械工廠研製了一系列具有各種口徑的手槍，其中一把就是瓦良格。

## 概述
瓦良格具有以下兩種型號可以提供，分別是較大較重的MP-445（210×142×38毫米）和緊湊型MP-445C（188×132×38毫米）。MP-445具有海拔及風偏完全可調節至歸零的瞄準具，而MP-445C則具有固定式機械瞄具。它採用15發可拆卸式雙排彈匣，並且具有輕易裝上戰術燈、雷射瞄準器和其他戰術配件的戰術導軌。就像像它的前輩MP-444，瓦良格具有由強大的熱固性塑料製成的底把。

## 衍生型
- MP-445“瓦良格”（МР-445 «Варяг»）—9×19毫米帕拉貝倫手槍
- MP-445C“瓦良格K”（МР-445С «Варяг К»）—緊湊型9×19毫米帕拉貝倫手槍[2]
- MP-445SW“瓦良格CB”（МР-445 «Варяг СВ»）—.40 S&W手槍
- MP-445CSW“瓦良格CBK”（МР-445С «Варяг СВК»）—緊湊型.40 S&W手槍

## 外部連結
- （英文）—.   [2014-06-04]. （原始内容存档于2009-03-08）.
- （俄文）—Пистолет МР-445 ВАРЯГ （页面存档备份，存于）
- （俄文）—MP-445 "Варяг", обзор на Orugia.net.
- （俄文）—пистолет МР-445 «Варяг» на Yandex.ru
- （俄文）—Энциклопедия Вооружений－МР-445 Варяг （页面存档备份，存于）